# Utricularia sandwithii
Utricularia sandwithii är en tätörtsväxtart som beskrevs av Peter Geoffrey Taylor. Utricularia sandwithii ingår i släktet bläddror, och familjen tätörtsväxter. Inga underarter finns listade i Catalogue of Life.